# Ordem de Libertação Popular
A Ordem de Libertação Popular, Ordem da Libertação do Povo ou Ordem de Libertação Nacional (em servo-croata: Orden narodnog oslobođenja, Орден народног ослобођења; em esloveno:  Red ljudske osvoboditve) foi uma condecoração da República Socialista Federativa da Iugoslávia, a quinta maior condecoração na série de condecorações iugoslavas. A ordem foi fundada pelo Quartel-General Principal de Josip Broz Tito em 15 de agosto de 1943. Foi concedido por "contribuição notável na organização e direção da revolta e na criação e desenvolvimento da República Socialista Federativa da Iugoslávia". A insígnia da ordem foi projetada pelo escultor croata Antun Augustinčić em 1945. Tem a forma de um distintivo usado no lado esquerdo do peito.

## História
A Ordem da Libertação do Povo estava entre as seis ordens estabelecidas pelo Quartel-General Supremo dos Partisans iugoslavos durante a Segunda Guerra Mundial, em 15 de agosto de 1943, por um Decreto assinado por Tito. Foi a terceira ordem mais alta.  De acordo com o Decreto, a Ordem de Libertação do Povo deveria ser concedida “pelos méritos na libertação do povo”.  Durante a guerra, a insígnia da ordem foi produzida na União Soviética. 
As condecorações de Estado foram formalizadas na Lei de Ordens e Condecorações de 1945. De acordo com a Lei, a Ordem de Libertação do Povo tinha uma classe e era a quarta ordem mais alta, ao lado das ordens de Herói do Povo, Liberdade e Estrela Partisan de 1ª Classe.  Em 1945, a insígnia produzida pelos soviéticos foi abandonada em favor do novo design do escultor Antun Augustinčić.  Em Março de 1945, o Presidium da Assembleia Nacional informou todas as pessoas que foram agraciadas com a Ordem da Libertação antes da sua formalização que poderiam solicitar uma nova insígnia da ordem em vez da antiga. 
O Estatuto da Ordem foi adotado em 1946 pelo Presidium da Assembleia Nacional. O Estatuto estipulava que a Ordem de Libertação Popular poderia ser concedida a “comandantes militares distintos, ou trabalhadores políticos ou públicos que se destacaram na luta pela libertação popular, na formação da Iugoslávia Socialista, ou na construção da democracia popular”. 
Em 1948, foi criada a nova Ordem do Herói do Trabalho Socialista,  e em 1954, foi criada a nova ordem mais alta, a Ordem da Estrela Iugoslava, então, a partir de então, a Ordem da Libertação do Povo foi a quinta ordem mais alta, atrás das ordens da Estrela Iugoslava, da Liberdade, do Herói do Povo e do Herói do Trabalho Socialista.  
Em 31 de dezembro de 1968, a Ordem da Libertação do Povo foi concedida 299 vezes.  Antes da dissolução da Iugoslávia, foi concedido a 262 cidadãos iugoslavos e 21 cidadãos estrangeiros. Os restantes foram atribuídos a diferentes unidades militares, organizações, etc. 

## Destinatários notáveis
- Em 20 de dezembro de 1944, a Ordem da Libertação do Povo foi concedida a:[13]
  - Josip Vidmar
  - Vojislav Kecmanović
  - Niko Miljanić
  - Metodija Andonov-Čento
  - Siniša Stanković
- Em 12 de janeiro de 1945, a Ordem da Libertação do Povo foi concedida, entre outros:[14]
  - Jože Brilej
  - Ivan Maček
  - Vladimir Dedijer
  - Hasan Brkić
  - Radovan Zogović
  - Osman Karabegović
  - Avdo Humo
- Em 17 de janeiro de 1945, a Ordem da Libertação do Povo foi concedida, entre outros:[15]
  - Cvijetin Mijatović
- Em 29 de janeiro de 1945, a Ordem da Libertação do Povo foi concedida, entre outros:[16]
  - France Bevk
  - Boris Kidrič
  - Edvard Kocbek
  - Franc Leskošek
  - Miha Marinko
- Em 26 de fevereiro de 1945, a Ordem da Libertação do Povo foi concedida, entre outros:[17]
  - Josip Broz Tito
  - Ivan Ribar
  - Vladimir Bakarić
  - Sreten Žujović
  - Edvard Kardelj
  - Josip Smodlaka
  - Frane Frol
  - Emanuel Čučkov
  - Antun Augustinčić
  - Spasenija Babović
  - Dimitar Vlahov
  - Sreten Vukosavljević
  - Pavle Gregorić
  - Milovan Djilas
  - Filip Lakuš
  - Moma Marković
  - Moša Pijade
  - Aleksandar Ranković
  - Rodoljub Čolaković
- Em 6 de março de 1945, a Ordem da Libertação do Povo foi concedida, entre outros:[18]
  - Fadil Hoxha
  - Emin Duraku
- Aleixo I de Moscou - concedido em 23 de abril de 1945[19]
- Em 6 de julho de 1945, a Ordem da Libertação do Povo foi concedida, entre outros:[20]
  - Miloš Minić
  - Dušan Petrović Šane
  - Milentije Popović
  - Koča Popović
- Em 11 de julho de 1945, a Ordem da Libertação do Povo foi concedida, entre outros:[21]
  - Peko Dapčević
  - Svetozar Vukmanović
  - Mitar Bakić
- Em 26 de julho de 1945, a Ordem da Libertação do Povo foi concedida, entre outros:[22][23]
  - Ivan Gošnjak
  - Vlado Šegrt
- Edward Osóbka-Morawski - concedido em 17 de março de 1946[24]
- Zdeněk Fierlinger - concedido em 10 de maio de 1946[25]
- Em junho de 1946, a Ordem da Libertação do Povo foi concedida a:[26][27]
  - Nikolai Bulganin
  - Aleksandr Vasilevsky
  - Nikolay Voronov
  - Nikolai Dmitriyevich Yakovlev
  - Mikhail Vorobyov
  - Ivan Peresypkin
  - Nikolai Kuznetsov
  - Ivan Isakov
  - Vlado Janić
- Em maio de 1947, a Ordem da Libertação do Povo foi concedida, entre outros:[28]
  - Ivan Rukavina
  - Veljko Kovačević
- Georgi Dimitrov - concedido em 28 de julho de 1947[29] (o último estrangeiro a ser premiado[30])
- Oton Župančič - concedido em 23 de janeiro de 1948[31]
- Em 28 de Novembro de 1953, a Ordem da Libertação do Povo foi atribuída, entre outros:[32]
  - Ali Šukrija
  - Ljubo Babić
  - Džemal Bijedić
  - Pepca Kardelj
  - Stane Kavčič
  - Sergej Kraigher
  - Draža Marković
  - Marko Nikezić
  - Pavle Savić
- Em dezembro de 1954, a Ordem da Libertação do Povo foi concedida, entre outros:[33]
  - Anka Berus
  - Jakov Blažević
  - Zvonko Brkić
  - Većeslav Holjevac
  - Nikola Kovačević
  - Mitra Mitrović
  - Dušan Mugoša
  - Đuro Salaj
  - Dragi Stamenković
  - Vida Tomšič
  - Veljko Vlahović
- Em 29 de abril de 1954, a Ordem da Libertação do Povo foi concedida, entre outros:[34]
  - Stevan Doronjski
  - Petar Relić
- Borko Temelkovski - concedido em 31 de julho de 1969[35]
- Nikola Ljubičić - concedido em dezembro de 1973[36]
- Franjo Herljević - concedido em 24 de novembro de 1975[37]
- Nisim Albahari - concedido em 19 de janeiro de 1976[38]
- Mihailo Apostolski - concedido em 25 de novembro de 1976[39]
- Aleš Bebler - concedido em 6 de junho de 1977 (segunda vez)[40]
- Vladimir Velebit - concedido em 1 de junho de 1978[41]
- Vladimir Sudets - concedido em 1979[42]
- Jože Brilej - concedido em 18 de janeiro de 1980[43]
- Filip Bajković - concedido em 23 de julho de 1980[44]
- Petar Matić Dule - concedido em 6 de novembro de 1980[45]
- Sinan Hasani - concedido em 8 de junho de 1982[46]
- Milutin Morača - concedido em 1 de novembro de 1985[47]

Além de pessoas, a ordem foi concedida a inúmeras unidades militares     e instituições do Exército Popular Iugoslavo, um navio,  um jornal,  e à ilha de Vis. 